# Brachiella lageniformis
Brachiella lageniformis is een eenoogkreeftjessoort uit de familie van de Lernaeopodidae. De wetenschappelijke naam van de soort is voor het eerst geldig gepubliceerd in 1955 door Szidat.